# La Dame au linceul
La Dame au linceul (titre original : The Lady of the Shroud) est l'avant-dernier roman de Bram Stoker. Bien moins connu que Dracula, il s'agit également d'un roman épistolaire reprenant le thème du vampirisme, mais revisité d'une façon radicalement différente,. Au-delà de son caractère fantastique, ce roman témoigne de la relative ouverture d'esprit dont l'auteur fit preuve à la fin de sa vie à propos de certains sujets d'actualité, en cette époque édouardienne marquée entre autres par la campagne pour le droit de vote des femmes et par la crise bosniaque dans les Balkans. L'édition française ne reprend pas le texte complet original publié en 1909, mais une version abrégée traduite d'après une source non précisée. Cette édition est toutefois complétée par une postface (« lecture ») d'Alain Chareyre-Méjan qui met en avant le caractère gothique du roman. Par contre, elle ne reproduit pas les derniers chapitres où l'auteur change de genre pour passer à la science-fiction militaire et à la politique-fiction.

## Principaux personnages
- Rupert Sent (St.) Leger: c'est le héros du roman, et le narrateur principal. Il est d'origine irlandaise par son père et anglaise par sa mère, Patience, sœur de Roger Melton. Il était encore très jeune lorsque son père est mort, et il a perdu sa mère alors qu'il n'avait que douze ans.
- Janet MacKelpie: Rupert l'appelle « tante Janet », mais il la considère comme sa seconde mère. D'origine écossaise, c'est la belle-sœur de son père. À la suite du décès de ce dernier, elle est venue aider Patience à élever Rupert, et elle est restée auprès de lui lorsqu'il est devenu orphelin, avant qu'il ne parte à l'aventure autour du monde. Après son retour à Londres pour la lecture du testament de son oncle, elle le suit dans son château des Montagnes bleues. Elle est la nièce  du général Sir Colin MacKelpie, nommé cotuteur de Rupert, aux côtés de Roger Melton et de son neveu Ernest Melton (père d'Ernest Roger Melton).
- Ernest Roger Melton: ce personnage caricatural et relativement secondaire (surtout dans l'édition française) est le principal narrateur du Livre I (Le testament de Roger Melton). Petit-neveu de Patience et de Roger Melton, il espère hériter de la plus grande partie de la fortune de ce dernier. Avec beaucoup de condescendance et d'inimitié, il décrit pour le lecteur la situation de Rupert et de sa « gouvernante » (tante Janet) au début du récit.
- Et bien sûr, la mystérieuse « Dame au linceul »...

## Résumé
- Extrait du Journal de l’occultisme mi-janvier, 1907:  ce prologue relate l'apparition fantasmagorique d'une femme vêtue d'un linceul voguant  dans un cercueil, en mer Adriatique au pied des « Montagnes bleues ».
- Livre premier (Le Testament de Roger Melton): ayant fait fortune en commerçant avec de nombreux pays du Levant jusqu'en Extrême-Orient, Roger Melton lègue l'essentiel de son immense richesse à son neveu préféré, Rupert St. Leger, à condition qu'il accepte de résider au moins un an dans la forteresse de Vissarion, qu'il a achetée au voïvode des Montagnes bleues. Ce pays est un petit état imaginaire situé dans les Balkans, sur un cap de la côte Adriatique. Son indépendance est menacée par la convoitise de la plupart des états voisins, mais surtout par l'Empire ottoman. En posant son étrange condition d'héritage, Roger Melton espère que Rupert partagera sa passion pour le pays des Montagnes bleues, et qu'il pourra mener à bien son rêve d'en prendre le commandement pour le protéger des envahisseurs, en formant une armée moderne et puissante grâce à l'aide logistique et stratégique du général MacKelpie.
- Livre deuxième (Vissarion): Rupert découvre avec enthousiasme le domaine de Vissarion, son cadre magnifique, ses jardins extraordinaires, et son immense château-fort admirablement aménagé par son oncle. Il presse sa tante Janet de venir s'y installer, ce qu'elle fait volontiers. Il prend également contact avec les farouches montagnards vivant alentour, et il tente de se faire accepter par eux. De son côté, le général MacKelpie recrute et forme une brigade capable d'assister Rupert aussi bien dans l'entretien du domaine que dans sa défense.
- Livre troisième (La Venue de la Dame): Rupert reçoit la visite nocturne d'une femme vêtue d'un linceul. Transie par le froid et l'humidité, elle vient se réchauffer dans sa chambre. Elle est si belle malgré sa pâleur mortelle que Rupert en tombe éperdument amoureux sans rien savoir d'elle. Elle doit impérativement se retirer avant le lever du jour, et Rupert se demande s'il n'a pas affaire à un vampire, ce qui n'altère en rien ses sentiments. Il attend avec impatience les nouvelles visites de « la Dame au Linceul ». Tante Janet est férue d'occultisme et semble douée d'un don de double vue. Horrifiée, elle  met en garde son cher neveu contre l'inquiétante visiteuse qu'elle a vue en cauchemar. Rupert n'en a cure, et il se met à la recherche du repaire de sa dame. Il finit par la découvrir gisant dans un tombeau dans la crypte d'une vieille église! Il poursuit par ailleurs ses contacts avec les montagnards en leur proposant de leur fournir des armes pour lutter contre les Turcs.
- Livre quatrième (Sous le Mât du drapeau): Les préparatifs de défense continuent, tandis que Rupert et sa dame se déclarent leur amour réciproque, malgré le danger mortel qui les menace.
- Livre cinquième (Rituel à minuit): La Dame convie Rupert à une étrange cérémonie nuptiale qui doit se tenir de nuit dans le plus grand secret.
- Livre sixième (La Poursuite dans la forêt): Le mystère de la Dame est enfin révélé, mais elle est capturée par les Turcs. Rupert prend le commandement d'un groupe de montagnards, et parvient héroïquement à la délivrer.
- Épilogue: Tante Janet, dûment informée, abandonne ses préventions contre la Dame, et elle reconnait qu'elle était en proie à une jalousie qu'elle n'osait pas s'avouer.

## Chapitres manquant dans l'édition française
De nombreuses coupes ont été pratiquées dans le texte de l'édition française, comparée à l'édition originale de 1909, mais c'est surtout la fin de l'ouvrage qui a été amputée:
- Le Livre sixième s'arrête au début des exploits héroïques de Rupert. Dans Book VI: The Pursuit in the Forest, le voïvode des Montagnes bleues est à son tour capturé par les Turcs, et Rupert et sa dame parviennent à le libérer au cours d'une action de commando menée en aéroplane. À la suite de cet exploit, Rupert est officiellement nommé gospodar des Montagnes bleues
- L'Épilogue (« Notes de Janet MacKelpie. Le 8 juillet 1907 ») est la traduction d'un bref extrait de Book VII: The Empire of the Air. Dans l'édition originale, ce chapitre est surtout consacré à la victoire de la petite armée des Montagnes bleues contre les Turcs. En particulier, le « petit bateau de guerre » avec son arsenal ultra-moderne (brièvement présenté au Livre cinquième) permet la prise du cuirassé turc qui menaçait de bombarder le port d'Ilsin, tandis que tout l'équipage est anéanti. Les Turcs ayant renoncé à poursuivre leur tentative d'invasion, ce répit est mis à profit pour fortifier les défenses du pays, et pour le doter d'une flotte militaire, ainsi que d'une aviation. Rupert obtient l'autorisation de changer de nationalité, le gouvernement britannique espérant ainsi s'assurer des liens diplomatiques dans une région d'intérêt stratégique. Accessoirement, Ernest Roger Melton se couvre de ridicule lors d'une visite à Vissarion, en multipliant les impairs auprès de ses hôtes qu'il regarde de haut en tant que citoyen britannique de bonne famille, avant l'arrivée de Rupert, retenu ailleurs par ses fonctions. Informé du scandale, ce dernier expulse sans délai ce parent indélicat.
- Dans Book VIII: The Flashing of the Handjar, La constitution des Montagnes bleues est modifiée pour créer une monarchie constitutionnelle inspirée du modèle britannique. Pressenti pour être couronné, le voïvode Peter Vissarion se désiste en faveur de Rupert.
- Dans le dernier chapitre de l'édition originale (Book IX: Balka), la naissance d'un prince héritier assure l'avenir de la dynastie. Rupert poursuit l'équipement militaire et industriel du pays, exploitant au mieux ses abondantes ressources naturelles. Il achève son projet de créer une fédération balkanique dont la sécurité et l'unité sont garanties par la puissance militaire et économique des Montagnes bleues.

## Analyse critique

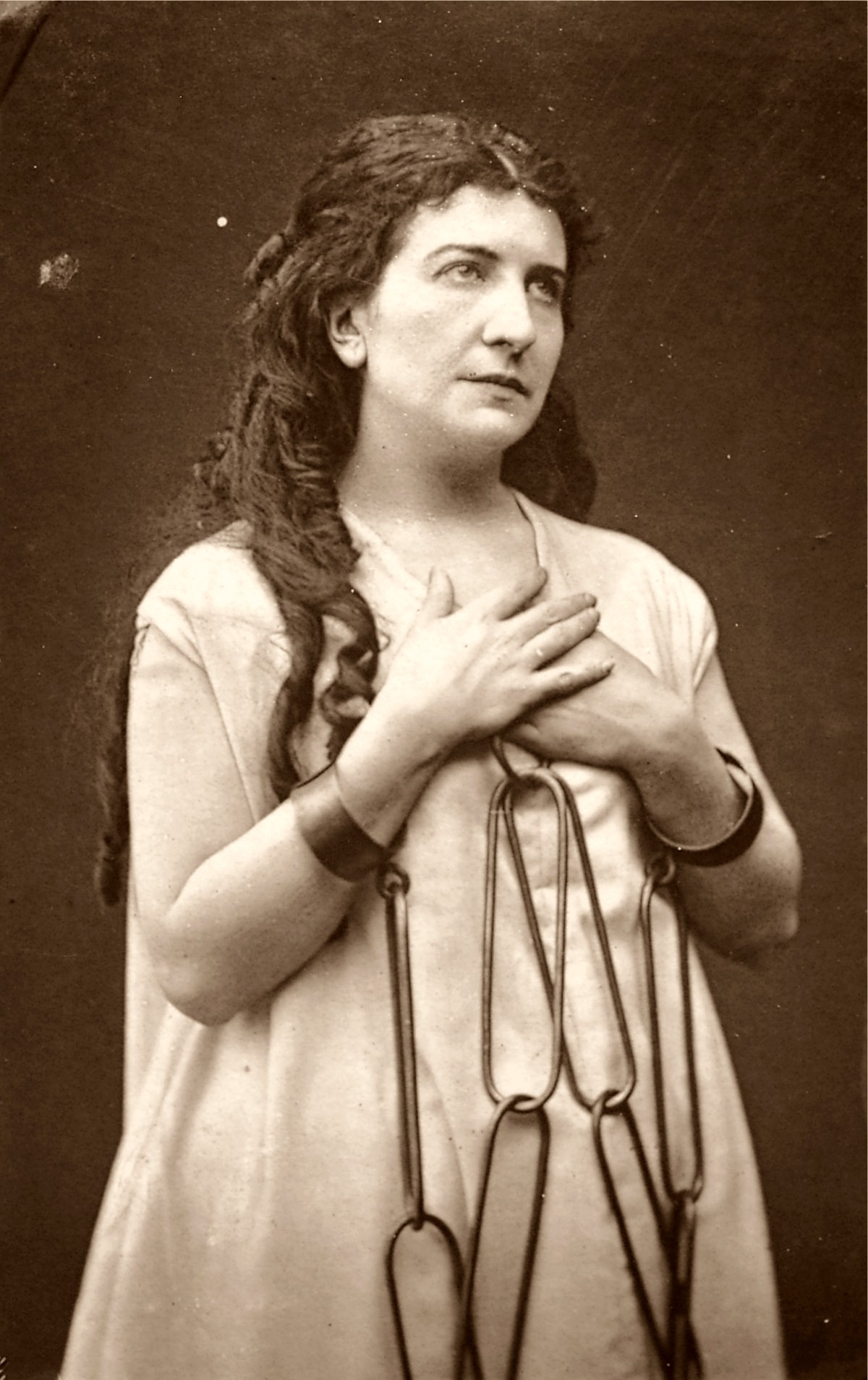
Geneviève Ward dans le rôle de Rebecca, dans une adaptation théâtrale dIvanhoé. Amie de Bram Stoker et dédicataire de La Dame au linceul, cette actrice a fortement inspiré le personnage éponyme du roman.

Pour l'Encyclopædia Universalis, La Dame au linceul n'est pas de la même qualité que Dracula. Marinella Lőrinczi estime qu'il s'agit d'une œuvre « bizarre » qui ne peut être comprise convenablement que si elle est accompagnée d'un texte explicatif; elle rapporte quelques opinions très négatives sur le roman: Jean Marigny y voit un récit « d'un singulier mauvais goût », mal écrit, absurde, et sombrant parfois dans le ridicule; Neil Barron le trouve long et confus. 
Lisa Hopkins estime que l'utopie politique qui conclut le roman dans sa version originale est encore plus improbable que l'histoire de vampire suggérée au début. Elle rapproche le pays des Montagnes bleues de la Ruritanie d'Anthony Hope. 
Carol Senf porte un jugement beaucoup plus positif, même si elle considère ce roman comme une version édulcorée de Dracula, spécialement en ce qui concerne le sous-texte psychanalytique des rapports sentimentaux et érotiques. Dans un autre ouvrage, Senf fait un rapprochement entre La Dame au linceul et Les Hauts de Hurlevent, roman dans lequel Nelly Dean se demande si Heathcliff n'est pas un vampire; elle fait également un parallèle avec Le Château des Carpathes, où les apparitions fantomatiques de la Stilla relèvent de la même préoccupation de juxtaposer superstition terrifiante et technologie d'avant-garde; elle estime que l'intérêt du roman de Stoker est surtout orienté pour le lecteur vers la résolution de l'énigme d'une intrigue compliquée. 
Brigitte Boudreau s'est surtout intéressée à l'aspect transgressif de la « Dame au linceul », qui fait fi des « convenances » dans sa relation avec Rupert. Elle estime que cette figure de femme libre contredit la réputation de Stoker, souvent considéré comme conformiste et misogyne, alors qu'il était entouré de femmes aux idées progressistes, comme sa mère (Charlotte Matilda Thornley) et plus tard les actrices Ellen Terry et Geneviève Ward (en). Cette dernière est d'ailleurs la dédicataire du roman, et elle semble avoir servi en partie de modèle pour la « Dame au linceul ». Cette héroïne n'est cependant pas féministe, comme en témoigne son discours en faveur du patriarcat lorsque Rupert est choisi pour devenir le roi des Montagnes bleues. Dans ce roman, le vampirisme peut être interprété comme une métaphore de l'altérité ethnique que surmontent Rupert et sa dame. Leur amour et la sympathie qu'éprouve Rupert pour « les montagnards » illustrent l'ouverture d'esprit de Stoker envers certaines cultures étrangères (du moins celle des Serbes). À l'inverse, l'odieux Ernest Roger Melton incarne l'arrogance identitaire de certains Anglais, y compris vis-à-vis des Irlandais ou des Écossais.

## Contexte historique
Pour inventer son royaume des Montagnes bleues, Stoker s'est inspiré du Monténégro: les deux états présentent des similitudes orographiques et démographiques, et les Monténégrins, réputés pour leur nature « indomptable », se sont libérés de la domination turque à l'époque où se situe le roman. Le Monténégro est d'ailleurs évoqué par Roger Melton dans une lettre adressée à Rupert à propos de la fonction de vladika (Livre premier). Pour Lisa Hopkins, le roman est clairement un hommage à l'esprit de résistance des Monténégrins, et par analogie, à celui des Écossais. En 1905, Le prince Nikola Petrović-Njegoš a instauré une monarchie constitutionnelle dans la Principauté du Monténégro, dont il deviendra officiellement le roi Nicolas Ier en 1910, un an après la publication du roman. Selon Matthew Gibson, les principales sources de Stoker sur ce sujet seraient des ouvrages de William Denton et de Mary Edith Durham, mais Lisa Hopkins cite de nombreux autres auteurs susceptibles d'avoir également influencé Stoker. De plus il était particulièrement bien informé sur la situation dans les Balkans, et au Monténégro en particulier, en raison de sa collaboration avec le Dublin Evening Mail, qui avait rapporté en détail l'évolution de la guerre russo-turque en 1877. 
Plusieurs auteurs suggèrent que l'un des buts majeurs du roman est de s'opposer à la politique étrangère du gouvernement libéral britannique dans les Balkans,,. Stoker est partisan d'une expansion serbe dans la péninsule pour faire face à la menace turque, et surtout pour contrebalancer l'annexion de la Bosnie-Herzégovine par l'Autriche-Hongrie lors de la crise bosniaque de 1908. Manuel Cadeddu voit en sous-texte de ce roman les vœux de l'auteur pour un développement industriel d'une Irlande autonome: Stoker est en effet un sympathisant du Home Rule. Hélène Crignon-Machinal y voit plutôt « un modèle de colonie anglaise, soumise à l’autorité de la nation-mère mais suffisamment autonome pour sauvegarder les intérêts de cette dernière dans les Balkans ». Dans le dernier chapitre de l'édition originale, la fédération instaurée par Rupert est en effet parrainée par Édouard VII (désigné par un pseudonyme:  « the Western King »). 
Enfin, ce roman présente certains aspects visionnaires: 
- Dans les derniers chapitres de l'édition originale, Bram Stoker prévoit l'importance stratégique qu'allait prendre l'aviation militaire au XXe siècle, et ce plusieurs années avant la Première Guerre mondiale[24],[25].

- Considérant les guerres de Yougoslavie des années 1990, Marinella Lőrinczi note que Stoker se montre particulièrement prophétique lorsqu'il fait écrire à Roger Melton:

« Si une guerre éclatait, elle risquait donc de dégénérer, quelles qu’en soient les causes, en une guerre de religion, autant dire, dans les Balkans, en une véritable guerre ethnique aux conséquences imprévisibles. »
— Lettre de Roger Melton à Rupert Sent Leger, Livre premier
Elle attribue cette clairvoyance au fait que Stoker se sentait lui-même doublement minoritaire en tant que protestant irlandais vivant à Londres.

## Adaptation théâtrale
Antoine Terrones a adapté et mis en scène le roman pour une représentation à l'Auguste Théâtre dans le cadre du  festival « le Printemps des Arts » à Paris en 2016,,.